# Vlkovská pískovna
Vlkovská pískovna je nádrž a rekreační vodní plocha, která se nachází u obce Vlkov, asi dva kilometry jižně od Veselí nad Lužnicí v okrese Tábor.

## Historie
Vznikla v letech 1952-1986 jako pozůstatek po těžbě písku. Ve stejném období vznikly v blízkém okolí další čtyři vodní plochy - Jezero Veselí, Jezero Veselí I., Jezero Horusice a Jezero Horusice I.
V současné době patří Vlkovská pískovna mezi nejoblíbenější jihočeské vodní plochy pro letní rekreaci a provozování vodních sportů. Na východním břehu jsou rozsáhlé písečné pláže, je zde vyhrazený prostor pro windsurfing a funguje tu několik stánků s občerstvením. Na západním břehu jsou malé travnaté pláže, na severním parkoviště a letní restaurace.